# 1587
Cette page concerne l'année 1587  du calendrier grégorien.
L'année 1587 est une année commune qui commence un jeudi.

## Événements
- 6 janvier : Thomas Cavendish passe le détroit de Magellan[1]. Après avoir pillé les colonies espagnoles et portugaises, il navigue vers les Philippines, Java, puis retourne en Angleterre par le cap de Bonne-Espérance.

- 21 juin : mort de Uludj Ali[2]. Le sultan ottoman impose un pacha nommé pour trois ans à Tunis, à Tripoli et à Alger[3].
- 30 juin : John Davis, partit à la recherche du passage du Nord-Ouest, atteint la limite des glaces par 72°12'N dans le détroit qui porte son nom[4].

- 22 juillet : un second groupe de colons anglais tente de s'installer dans la colonie de Roanoke désertée, en Caroline du Nord[5].
- 24 juillet : le dirigeant japonais Hideyoshi Toyotomi interdit le christianisme et chasse les missionnaires jésuites du Japon pour empêcher toute révolte potentielle des daimyôs convertis[6].

- 28 septembre : ratification d’un traité de protectorat entre le roi géorgien Alexandre II de Kakhétie et la Russie[7].

- 15 octobre, Inde : les troupes mogholes entrent à Srinagar. Akbar s'empare du Cachemire[8].
- 16 octobre : début du règne du Chah de Perse Abbas Ier le Grand[9].

- Les tribus cannibales Zimba, venues du Zambèze, attaquent Kiloa (Tanzanie) à revers et massacrent la plupart de ses habitants. Puis les Zimba remontent vers le nord en longeant la côte de l'Afrique orientale et détruisent tout ce qu’ils trouvent sur leur passage[10].

### Europe

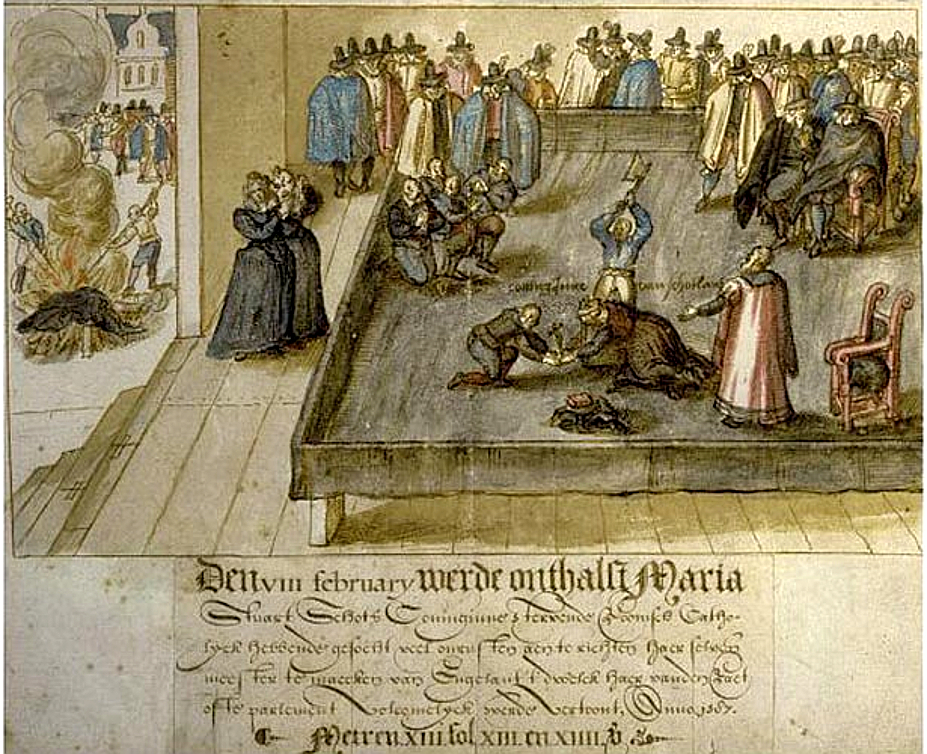
8 février : Exécution de Marie Stuart, vue par un artiste allemand

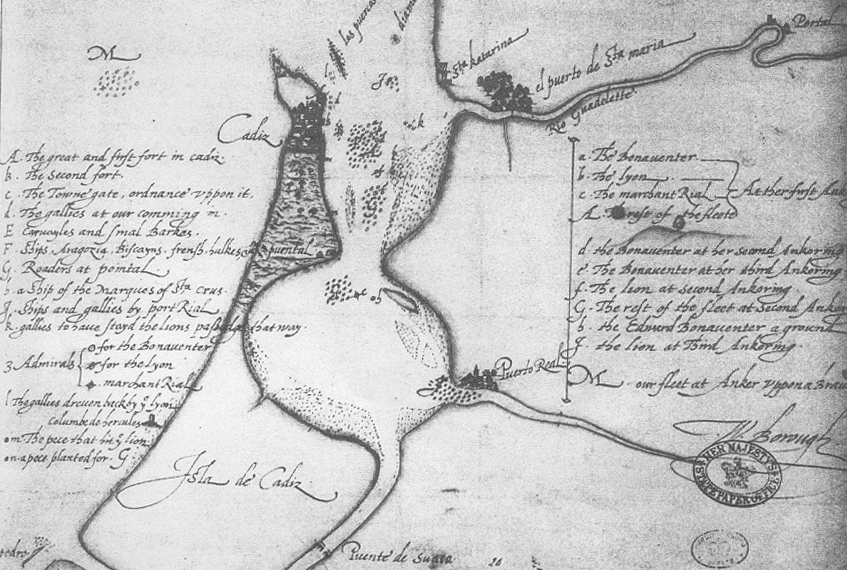
19 avril : Francis Drake attaque Cadix.

- 8 février : exécution de Marie Stuart pour complot contre Élisabeth Ire d'Angleterre[11].
- 11 avril : la banque du Rialto est fondée à Venise[12].
- 19 avril : Francis Drake détruit la flotte espagnole dans le port de Cadix[13].

- Été, Russie : complot de Basile Chouiski et de Fédor Mstislavski contre Boris Godounov. Bannissement de Mstislavski et disgrâce de Chouiski[14].

- 19 août, Pologne-Lituanie : Sigismond III, fils de Jean Vasa et de Catherine Jagellon, est élu roi grâce à Jan Zamoyski, au détriment des Habsbourg (début de la dynastie des Vasa, fin de règne en 1632)[15]. Il prononce les serments rituels dont celui de professer la foi catholique.

- 19 octobre : Ferdinand Ier de Médicis devient grand-duc de Toscane après la mort par empoisonnement à l'arsenic de son frère François et de son épouse Bianca[16](fin en 1609).
- 20 octobre : bataille de Coutras[17].
- 26 octobre : bataille de Vimory[17].
- 31 octobre : ouverture de la bibliothèque de l'Université de Leyde[18].

- 14 novembre : Davide Vacca devient doge de Gênes, succédant à Ambrogio Di Negro (fin du mandat le 14 novembre 1589).
- 24 novembre : bataille d'Auneau[17].

- Fondation de la place forte sibérienne de Tobolsk. Elle remplace l’ancienne capitale Tatare Sibir (Isker)[19].
- Début de la construction du Grand Canal de Saragosse, projeté en 1529 et achevé en 1772[20].

## Naissances en 1587
- 17 janvier : Alexander Adriaenssen, peintre néerlandais († 30 octobre 1661).
- 15 février : Bartolomeo Cavarozzi, peintre italien  († 21 septembre 1625).
- 20 février : Emmanuel Sueyro, chroniqueur et traducteur des Pays Bas espagnols († 1629).
- 2 avril : Virginie Centurione Bracelli, sainte catholique italienne, fondatrice de deux congrégations religieuses († 15 décembre 1651).
- 17 mai : Esaias Van de Velde l'Ancien, aquafortiste néerlandais († 18 novembre 1630).
- 18 août : Virginia Dare, premier sujet britannique née en Amérique du Nord
- 7 septembre : Albertino Barisoni, homme d'Église.
- 19 septembre :
  - Mu Zeng, homme politique chinois († 9 septembre 1646).
  - Robert Sanderson, théologien et casuiste anglais († 29 janvier 1663).
- 22 octobre : Joachim Jung, philosophe, logicien, mathématicien et naturaliste allemand († 17 septembre 1657).
- 4 novembre : Samuel Scheidt, musicien allemand († 24 mars 1654).
- Date précise inconnue :
  - Francesco Allegrini da Gubbio, peintre baroque italien († 1663).
  - Martin Hermann Faber, peintre, architecte et cartographe allemand († 13 avril 1648).
  - Nathan Field, acteur et dramaturge anglais († 20 février 1633).
  - Joris van Schooten, peintre néerlandais († 1651).

## Décès en 1587
- 20 janvier : Chōsokabe Nobuchika, samouraï de la fin de l'époque Sengoku de l'histoire du Japon (° 1565).
- 31 janvier : Juraj Drašković von Trakošćan, cardinal croate  (° 5 février 1525).

- 8 février : Marie Stuart, reine d'Écosse (° 8 décembre 1542).
- 13 février : Dorothée de Saxe, princesse Saxonne de la Maison de Wettin et duchesse de Brunswick-Wolfenbüttel (° 4 octobre 1563).
- 24 février : René de Bourgneuf de Cucé, président du Parlement de Bretagne (° 1526).
- 26 février : Madeleine de Lippe, noble allemande (° 25 février 1552).

- 2 mars : Julien du Breil, seigneur du Pontbriand, chevalier de l'ordre du Roi (° 1516).
- 3 mars : Vincenzo de' Rossi, sculpteur italien de l'école florentine (° 1525).
- 15 mars : Caspar Olevian, théologien réformé allemand (° 10 août 1536).
- 21 mars : Thomas Pilchard, prêtre catholique anglais (° 1557).
- 23 mars : Charles d'Angennes de Rambouillet, cardinal français (° 30 octobre 1530).

- 8 avril : John Foxe, ecclésiastique et théologien britannique (° 1516).
- 10 avril : Henri III de Münsterberg-Œls, duc de Münsterberg, duc de Bernstadt et comte de Glatz (° 29 avril 1542).

- 5 mai : Gianfrancesco Gambara, cardinal italien (° 16 février 1533).
- 14 mai : Élie Vinet, humaniste, philologue, archéologue, traducteur et historien français (° 1509)[21].
- 17 mai : Gotthard Kettler, dernier grand-maître de l'ordre des chevaliers porte-glaives en Livonie (° 1517).
- 18 mai : Félix de Cantalice, frère mineur capucin, canonisé par l'église catholique (° 1515).
- 28 mai : Jacques Patin, peintre et graveur français (° 1532).

- 11 juin : Hōjō Tsunashige, commandant samouraï (° 1515).
- 15 juin : Frédéric II de Holstein-Gottorp, prince de la maison de Holstein-Gottorp  (° 21 avril 1568).
- 21 juin : Uluç Ali Paşa (Ali-le-Renégat), beylerbey (régent) d'Alger de 1568 à 1571 puis capitan pacha de 1571 à 1587 (° 1519).
- 23 juin : Ōmura Sumitada, daimyo de l'époque Sengoku de l'histoire du Japon (° 1533).

- 7 juillet : Joachim de Hohenzollern-Hohenzollern, membre de la Maison de Hohenzollern (° 21 juin 1554).
- 10 juillet : Shimazu Iehisa, samouraï de la période Sengoku membre du clan Shimazu de la province de Satsuma (° 1547).
- ? juillet : Jacqueline de Rohan-Gyé, aristocrate française (° vers 1520)[22].

- 14 août : Guillaume de Mantoue, noble italien, duc de Mantoue, marquis puis duc de Montferrat (° 23 janvier 1538).
- 17 août : Filippo Guastavillani, cardinal italien (° 28 septembre 1541).

- 6 septembre : Ei Hisatora, samouraï de l'époque Sengoku au service du clan Shimazu ( ° 1558).
- 19 septembre : Jacques de Pamele, théologien et prélat belge (° 15 mai 1536).
- ? septembre :  George Whetstone, écrivain, dramaturge et soldat anglais (° 27 juillet 1544).

- 2 octobre : Andō Chikasue, daimyo de la période Sengoku (° 1539).
- 9 octobre : Decio Azzolino, cardinal italien (° 1er juillet 1549).
- 19 octobre : François Ier de Médicis, grand-duc de Toscane (° 25 mars 1541).
- 20 octobre : Anne de Batarnay de Joyeuse, baron d'Arques baron-héréditaire de Languedoc, vicomte puis duc de Joyeuse, militaire français (° vers 1560).
- 27 octobre : César de Saint-Lary, seigneur de Bellegarde et de Termes (° 1563).
- 28 octobre : Giovanni Maria Cecchi, poète comique italien (° 1518).
- 29 octobre : Charles de Lorraine, évêque français (° 20 avril 1561).

- ? novembre :
  - Catherine Des Roches, écrivaine féministe française (° décembre 1542).
  - Madeleine Des Roches, écrivaine féministe française (° 1520).

- 5 décembre : Giacomo Savelli, cardinal italien (° 1523).
- 11 décembre : Andreas von Gail, chancelier, homme d'État et juriste du Saint-Empire romain germanique (° 12 novembre 1526).

- Date précise inconnue :
  - Françoise de Bourbon-Vendôme, fille de Louis III de Montpensier (° 1539).
  - Abraham de Bruyn, graveur brabançon (° entre 1538 et 1540).
  - Tommaso dei Cavalieri, noble italien (° 1509).
  - Chōsokabe Chikakazu, samouraï de la période Azuchi-Momoyama  (° 1567).
  - Annibale Fontana, sculpteur et médailleur italien (° 1540).
  - Mo Shilong,  peintre chinois (° 1539).
  - Benedetto Nucci, peintre italien (° 1515).
  - Gastón de Peralta, vice-roi de Nouvelle-Espagne (° 1510).
  - Takpo Tashi Namgyal, maître de l'école kagyüpa du bouddhisme tibétain (° 1511).

- Après 1587 :
  - Matthieu Merle, capitaine huguenot pendant les Guerres de religion (° vers 1548).
  - Catharina van Hemessen, peintre flamande  (° 1528).